# Sverre Ingolf Haugli
Sverre Ingolf Haugli (n. 23 aprilie 1925, Jevnaker, Oppland, Norvegia – d. 18 octombrie 1986, Jevnaker, Oppland, Norvegia) a fost un patinator de viteză ce a reprezentat Norvegia, medaliat olimpic. A participat la 2 ediții ale Jocurilor Olimpice (1952, 1956) în care a câștigat o medalie de bronz.